# 林浪子
林 浪子（はやし なみこ）は山形県出身の日本の柔道家。現役時代は48kg級及び50kg級の選手。

## 人物
国井産婦人科に所属していた1978年7月に、講道館で初開催となった女子の体重別選手権50kg級で3位になった。1979年の体重別選手権と講道館で初開催となった強化選手選考会ではそれぞれ3位だった。1980年の体重別選手権では48kg級に出場して3位だった1981年の初頭に開催された強化選手選考会では決勝で無職の高橋瑞枝を破って初優勝を飾った。名古屋で開催された環太平洋柔道選手権大会では3位だったものの、体重別選手権では決勝で蒲生佳枝を破って優勝した。アジア選手権でも優勝を飾った。1982年の体重別選手権では3位だった。

## 主な戦績

### 50kg級での戦績
- 1978年 - 体重別選手権　3位
- 1979年 - 体重別選手権　3位
- 1979年 - 強化選手選考会　3位

### 48kg級での戦績
- 1980年 - 体重別選手権　3位
- 1981年 - 強化選手選考会　優勝
- 1981年 - 環太平洋柔道選手権大会　3位
- 1981年 - 体重別選手権　優勝
- 1981年 - アジア選手権　優勝
- 1982年 - 体重別選手権　3位

(出典、JudoInside.com)